# Las Casillas (Laredo)
Las Casillas es una localidad situada en el municipio de Laredo (Cantabria, España). En el año 2022 contaba con una población de 116 habitantes (INE). La localidad se encuentra a 20 metros de altitud sobre el nivel del mar, y a 0,5 kilómetros de la capital municipal, Laredo.[cita requerida]